# Cuire
Cuire – stacja końcowa metra w Lyonie, na linii C. Stacja została otwarta 8 grudnia 1984.